# Эржен, Аня
Аня Эржен (словен. Anja Eržen; род. 26 октября 1992, Рибно, Радовлица) — словенская лыжница и биатлонистка, участница Олимпийских игр в Ванкувере. Закончила карьеру в 2018 году.

## Биография
В Кубке мира Эржен дебютировала в ноябре 2009 года, тогда же впервые попала в десятку лучших на этапе Кубка мира, в эстафете. Всего на сегодняшний день имеет на своём счету 2 попадания в десятку лучших на этапах Кубка мира, оба в эстафете, в личных гонках не поднималась выше 46-го места.
На Олимпиаде-2010 в Ванкувере принимала участие в двух гонках: скиатлон 7,5+7,5 км — 59-е место, эстафета — 14-е место.
За свою карьеру принимала участие в одном чемпионате мира, на чемпионате 2011 года была 44-й в гонке на 10 км классическим стилем и 7-й в эстафете.
Использует лыжи производства фирмы Fischer.
В 2013 году перешла выступать в биатлон. В шведском Эстерсунде дебютировала в розыгрыше Кубка мира.
Аня является племянницей известного словенского биатлониста Янеза Марича.